# Victoria Villarruel
Victoria Villarruel (ur. 13 kwietnia 1975 w Buenos Aires) – argentyńska polityk i prawnik, od 2023 wiceprezydent Argentyny.

## Życiorys
Jej ojciec był pułkownikiem argentyńskiej armii. Ukończyła prawo na Uniwersytecie w Buenos Aires i podjęła pracę jako adwokat.
Na początku XXI wieku była prowadzącą programu radiowego Proyecto Verdad (pol. Projekt Prawda). Założyła Centrum Studiów nad Terroryzmem i Jego Ofiarami, mające za zadanie dokumentowanie terroryzmu z lat 1969–1979.
W 2021 została wybrana do Izby Deputowanych, reprezentując okręg Buenos Aires. W 2022 dołączyła do konserwatywnej Partii Demokratycznej. W 2023 została ogłoszona kandydatką na wiceprezydent przez Javiera Milei. W tym samym roku w głosowaniu powszechnym Milei został wybrany prezydentem, a Villaruel wiceprezydent Argentyny.